# كاراميل (مسلسل)
كاراميل مسلسل لبناني كوميدي اجتماعي عرض في شهر رمضان 2017

## قصة العمل
مقتبسة عن مسلسل روسي Карамель Karamel، تبدأ أحداث القصة من الحياة الهادئة التي تعيشها «مايا» (ماغي بو غصن) مع والدتها «جُمانَة» (مي صايغ)، أخيها «فادي»، وخطيبها «إياد» (جوليان فرحات). لكنّ «حَبَّة من الكاراميل» كانت كفيلة بتغيير حياة «مايا» التي تستطيع قراءة الأفكار، بعد أن تتعرّف على «رجا» (ظافر العابدين) الشاب الغنيّ، الذي عاد من فرنسا
إلى لبنان، لتأسيس شركته الخاصّة.
«حبّة الكاراميل» هذه جعلت «مايا» طرفاً في الصراع الذي يخوضه «رجا» ضدّ منافسه رجل الأعمال «فؤاد شاهين» (بيار داغر)، وأيضاً ضدّ شقيقته «كارلا» (كارمن لبس)، التي ستحاول الإستحواذ على قلب «رجا».

## تتر المسلسل
قامت بأدائه الفنانة نوال الزغبي وهي المرة الأولى التي تغني فيها شارة مسلسل تلفزيوني من كلمات وألحان صلاح الكردي وتوزيع مارك عبد النور

## الممثلون
- إدوار الهاشم
- ماغي بو غصن: مايا
- ظافر العابدين: رجا
- بيار داغر: فؤاد
- كارمن لبس: كارلا
- طلال الجردي: فارس
- مي صايغ بدور: جومانه
- الياس الزّايك: فادي
- جيسي عبدو: رهف
- كارين سلامة: داليا
- بيار جمجيان: والد مايا
- بيار شمعون: عماد
- هشام أبو سليمان ضيف حلقات
- جورج دياب: عادل
- جوليان فرحات: اياد
- بونيتا سعادة: نغم